# Tentative de meurtre contre Jacques Tillier
La tentative de meurtre contre Jacques Tillier est une affaire criminelle qui a, un moment, engagé le pronostic vital d'un jeune journaliste français en septembre 1979, Jacques Tillier, ex-commando de marine puis contractuel à la DST, enquêteur depuis 1974 à l'hebdomadaire d'extrême droite Minute, d'où il partira l'année suivante.
La tentative de meurtre a lieu au fond d'une cave à champignons de Verneuil-en-Halatte, près de la base aérienne de Creil, où Tillier, Mesrine et son complice sont arrivés à bord d'une R 5 bleue, selon les déclarations du mourant lors de son sauvetage. Il a été laissé nu, attaché, percé de trois balles, dans un noir complet, sans eau ni nourriture et s'en sort « par miracle » mais restera paralysé d'un bras. La police dit aux médias que Mesrine n'avait pas intention de tuer, juste d'humilier et de torturer, afin de minimiser son mobile et le fait que le journaliste n'ait pas été protégé. Puis la presse révèle une intention de tuer, selon les médecins. La presse se demande comment la victime a pu couper ses liens, puis ramper sur six kilomètres jusqu'à la départementale 565.
Dès la révélation de l'affaire, le lien est fait entre le journaliste et l'ex-complice de Mesrine, Christian Kopf, que Tillier avait interviewé en décembre 1978. C'est lui qui a fait l'intermédiaire. Jacques Mesrine a fait semblant d'accepter une interview, sollicitée par le journaliste, qui aurait proposé 400 000 francs. Le directeur de Minute, journal qui abhorre Mesrine, dit d'emblée qu'il n'était pas au courant puis les enquêteurs confient que les articles de Tillier ne constituaient pas un mobile suffisant de vengeance. Certains laissent même entendre qu'il aurait, à plusieurs reprises, dépassé son rôle d'enquêteur. Très proche du commissaire Lucien Aimé-Blanc, lui-même proche du Service d'action civique, le jeune journaliste avait bénéficié de fuites intéressées dans les affaires Jean de Broglie, Pierre Goldman et Henri Curiel, puis des coordonnées de Christian Kopf, sous filature.
Mesrine soupçonnait Tillier d'être « une balance ». Le journaliste, qui dès 1979 espérait quitter Minute, ne révèlera qu'en 1984 avoir promis à Kopf de partager l'argent de l'interview, censée être vendue à un autre journal, pour lui permettre de refaire sa vie à l'étranger. Mesrine savait la police au courant du projet de rendez-vous et s'est protégé par un enchaînement de trois rendez-vous successifs dans la même heure, empêchant de déployer une nasse policière.
Le complice n'ayant pas été identifié, l'affaire est restée non élucidée. Charlie Bauer, un temps suspecté, a été acquitté par le jury populaire de la cour d'assises. Mesrine l'a rétribué pour reconnaître Tillier lors du deuxième des trois rendez-vous intermédiaires, car Bauer avait, en mars 1978, reconnu Tillier lors des intoxications du SAC, via Minute  , accusant Pierre Goldman d'être responsable de l'assassinat de François Duprat.

## Motivation de Jacques Tillier
La motivation de Jacques Tillier a prendre des risques, allant jusqu'à monter dans une voiture conduite par Mesrine, a suscité des questionnements, car son journal était fondamentalement très critique de la délinquance et de Mesrine en particulier. Le truand avait donné plusieurs interview à Libération, alors un petit quotidien gauchiste à faible tirage, symbole de tout ce que détestait Minute, qui le dénonçait pour l'apologie de la pédophilie.
Confrontée à l'anomalie de cette demande d'interview, la presse estime qu'il s'agit plutôt d'une « affaire de filature » qui a mal tourné, et Tillier lui-même reconnaitra qu'il prévoyait de vendre l'interview à un autre journal. L'année suivante, malgré son statut de martyre, il quittera Minute, dont les dirigeants n'avaient pas été prévenus.
Jacques Tillier a ainsi manipulé Kopf, pour obtenir un rendez-vous mais proposé aussi un marché à Lucien Amie-Blanc: « lorsque j'aurai vendu l'interview à « Minute », ou à un autre magazine, je reprendrai contact avec Mesrine pour lui remettre l'argent. A ce moment-là, il sera en confiance et je te le balancerai : tu auras tous les renseignements pour intervenir. ».

## Motivation de Lucien Aimé-Blanc
Le rôle du commissaire Lucien Aimé-Blanc dans cette affaire a été d'inciter Tillier, qui était son ami et qu'il informait depuis des années, à prendre le risque d'approcher jusqu'à Mesrine en lui faisant comprendre que les policiers veilleront sur lui tout au long de l'opération, comme ils l'avaient fait lors de l'enlèvement Lelièvre.
L'analyse de ce rôle et sa conséquence sur la carrière du commissaire, brutalement stoppée en 1981, est au cœur du premier chapitre du best-seller "Dossier P… comme Police", publié en 1983 par Alain Hamon, grand reporter à RTL, et Jean-Charles Marchand, reporter à VSD et RMC.
Selon leur enquête, Lucien Aimé-Blanc travaillait surtout avec l'inspecteur Pierre Langlois, beau-frère de Pierre Debizet, patron du Service d'action civique. "Ses amitiés on rarement été à gauche", souligne le livre, consacré à la guerre des polices de l'époque, et Aimé-Blanc souhaitait devenir l'homme par qui Jacques Mesrine a été arrêté.
"C'est lui qui manipulera les informateurs de l'affaire Mesrine", soulignent Hamon et Lemarchand. Au lendemain de la rencontre entre ce dernier et Tillier, "on expliquera que Lucien Aimé-Blanc n'avait pas pu aller jusqu'au bout de son plan. Il reconnaîtra par la suite avoir été mis au courant du rendez-vous mais n'avoir pas pris cette information au sérieux. Entre la collaboration totale d'un de ses contacts, l'erreur qui consiste à ne pas croire à la possibilité d'une telle rencontre et les nécessaires précautions que l'on peut attendre d'un policier de cette envergure, sans doute Lucien Aimé-Blanc a-t-il choisi un juste milieu qui pouvait être payant pour lui sans être déshonorant pour d'autres", ont conclu en 1983 Hamon et Lemarchand.
Les deux reporters estimaient ainsi en 1983, avec des précautions de langage, que le commissaire à sciemment abandonné son ami au danger, pour des raisons de carrière.

## Mobile de Jacques Mesrine
Soupçonnant que Tillier "soit une balance" et pas un simple journaliste voulant une interview, Mesrine a plusieurs raisons de vouloir l'éliminer. En décembre-janvier 1978, puis en mars, juillet et août 1979, Jacques Tillier, rédige dans Minute une série d'articles qui perturbent Jacques Mesrine: le truand découvre qu'un de ses très anciens amis n'est plus dans son camp, car Tillier lui fait miroiter la possibilité de quitter la France avec un gros pécule, alors que Kopf est amer de s'être fait entraîner dans l'attaque du juge Petit, pour laquelle il sera lourdement condamné. Le "plan du journaliste" est de "faire protéger Kopf qui a peut-être une piste pour remonter jusqu'à Mesrine et le rémunérer pour services rendus".
Le commissaire Lucien Aimé-Blanc écrira dans l'un de ses livres avoir fourni des armes à Jacques Tillier qui se sentait menacé par Mesrine. Il reconnaitra avoir été parfaitement informé des manœuvres de ce dernier, dont il est un ami, pour obtenir l'interview de Mesrine".
Mesrine soupçonne Jacques Tillier d'être suivi par la police car ce dernier a régulièrement des infos de sa part sur des grosses affaires. Ses articles de décembre-janvier 1978 font suite à la visite de Tillier au domicile de Christian Kopf, dont il a obtenu les coordonnées par la police et qu'il interviewe pour Minute. Christian Kopf, ami proche de Mesrine depuis l'adolescence, resté sous son emprise, avait en novembre 1978 accepté de l'accompagner dans la tentative d'assassinat du juge Petit, aux contours d'abord mal définis, alors qu'il n'a aucune expérience du banditisme. Il est depuis recherché par toutes les polices lui aussi, et sait beaucoup de choses sur Mesrine. Ce dernier n'accepte plus de le revoir que dans des conditions de sécurité maximum et parce que Kopf l'apitoie en lui expliquant qu'il est terrorisé par le chantage à l'extorsion de fonds d'un détenu lui envoyant des missives. Mesrine le rencontre après plusieurs rendez-vous intermédiaires dans des cafés et lui promet de régler le problème.
De son côté, Tillier a fait miroiter à Kopf la concrétisation de son rêve: ouvrir une librairie, tout en échappant à la police, en le faisant à l'étranger. Il lui dit que s'il parvient à interviewer Mesrine en échange d'une grosse somme, pour Minute ou pour tout autre journal, cette somme lui reviendra car il aura été l'intermédiaire permettant d'organiser l'interview. Mesrine en a probablement eu vent par Kopf, car lors de la détention de Tillier dans la grotte, il le soupçonne de vouloir vendre l'interview à un autre journal que Minute, afin de quitter cet hebdomadaire, et le mentionne dans une lettre envoyée à la presse.
Parmi les articles de Jacques Tillier dans Minute, l'un d'eux avait attiré l'attention en décembre 1978, car il révéle l'adresse de Kopf, ce qui compromet sa filature par les hommes du commissaire Robert Broussard.
L'affaire choque magistrats et policiers: le 15 janvier sur Europe 1, Jean Ducret, directeur de la police judiciaire, dénonce "les médias qui entrent littéralement" dans le "délire" de Mesrine et "certains journalistes et certains personnages qui nous créent volontairement des difficultés". Il désigne Tillier sans le nommer "une personne qui joue les policiers, qui va voir les témoins, qui obtient ainsi des renseignements sur des individus que nous surveillons et qui va prévenir ces derniers que nous les filons". Jacques Mesrine ne reste plus qu'en contacts rares et très discrêts avec Christian Kopf car la police peut désormais remonter jusqu'à lui, via Tillier.

### Préparation de la tentative de meurtre
Mesrine sait qu'il risque d'être encerclé par les policiers et utilise donc la même méthode pour l'éviter que lors de la remise de rançon d'Henri Lelièvre: trois rendez-vous intermédiaires successifs sont annoncés à Tillier dans la matinée, seul le premier étant négocié les jours précédents l'interview: le premier à la brasserie le Chat noir, avenue de Saussure à Paris (17e), à 11 heures. Il est suivi de deux autres, donnés par téléphone via un intermédiaire. Le second alieu ainsi peu après, Porte de Champerret, puis un troisième est donné à l'église Saint-Vincent-de-Paul, à Clichy (Hauts-de-Seine), où Tillier monte dans une R5 blanche que conduit Jacques Mesrine, arme au pied, avec le complice sur la banquette arrière et un magnétophone qui enregistre.
Mesrine a un problème: il n'a jamais vu Tillier et a besoin de quelqu'un pour authentifier que c'est bien lui qui est là. Il demande ainsi à Charlie Bauer de se placer à un des rendez-vous intermédiaires pour « aller chercher cet homme, et à visage découvert ».
Charlie Bauer avait en effet aperçu Jacques Tillier en mars 1978 dans "l'affaire François Duprat". "Mesrine savait que j'étais capable d'identifier Tillier, car je le connaissais de vue. En effet, je faisais partie d'un groupe antifasciste et nous avions travaillé sur l'extrême droite. Nous avions surveillé le journal Minute", indiquera Charlie Bauer à son procès en 1982, où il sera acquitté du soupçon de complicité dans cette affaire. Mesrine lui a annoncé, 48 heures à l'avance le rendez-vous avec Tillier et lui a demandé de l'amener d'un lieu à un autre.
Tillier monte ensuite dans une R5, avec Mesrine et un autre complice, sous les yeux d'un homme blond de trente ans caché de l'autre côté du trottoir, portant des lunettes[Qui ?], puis prend la direction d'une cave à champignons de Mont-la-Ville, à Verneuil-en-Halatte.

### Tentative de meurtre
Au fond de la cave à champignons, Tillier est dénudé et pris en photo, puis tabassé, blessé par trois coups de feu et laissé pour mort, ses tortionnaires estimant qu'il a très peu de chances de trouver, dans l'obscurité, la sortie de la grotte puis ramper sur les six kilomètres menant à la route. Au cas où il survivrait, la conversation enregistrée par Jacques Mesrine peut toujours tenter d'attester que sa mort n'était pas l'objectif, qu'il s'agissait surtout d'humilier et intimider.
Tillier déclarera avoir fini par apercevoir une infime présence lumineuse qui lui a permis de s'orienter puis avoir rampé jusqu'à la route malgré son état. Dix minutes après y être parvenu, il a été secouru par un procureur puis entendu par la juge Marie Brossy-Patin.
Jacques Mesrine affirmera ensuite au contraire dans la presse que c'est lui qui a sorti Tillier de la grotte et qu'il ne voulait pas le tuer, mais une expertise médicale réalisée dès septembre 1979 pointe le contraire, tout comme le témoignage de Tillier dans une émission d'Éric Young sur France Inter en 1984. Selon lui Mesrine n'avait plus d'explosifs pour faire sauter la grotte: lui et son complice espéraient que Tillier meure de ses blessures dans le noir. Dans la même émission, Lucien Aimé-Blanc affirmera qu'il a laissé partir Mesrine et exposé Tillier au danger, car il aurait fallu « tendre un dispositif » et en informer sa hiérarchie.
Tillier fera lui-même observer, après avoir quitté le journal Minute, que la conversation enregistrée par Mesrine n'a pas été produite à l'audience de la Cour d'assises et jamais dévoilée. "Tiens, pour ce tu as fait à Pierre Goldman", aurait dit Charlie Bauer à Tillier en le frappant, selon le livre de l'ex-policier Gérard Moreas, publié en 2022, mais le même Bauer avait été acquitté dans cette affaire en 1982.
Mesrine aurait aussi demandé, au cours de cette conversation, à Tillier de répéter ses accusations contre un inspecteur de police qu'il aurait "sali", Tillier ayant écrit dans " Minute ", le 21 mars 1979, qu'un inspecteur avait fourni à Mesrine des renseignements pour faciliter son évasion de la prison de la Santé, le 8 mai 1978.

### Témoignages de la victime
Secouru par le SAMU, Tillier est hospitalisé d'urgence et placé sous bonne garde policière. Il faut d'abord patienter jusqu'au terme de l'opération chirurgicale délicate causée par l'envenimement des blessures. Puis, le chirurgien déclare qu'il pense que Jacques Tillier survivra.

#### Déclaration au journal de 20 heures d'Antenne 2
Tillier témoigne sur son lit d'hôpital au journal de 20 heures d'Antenne 2 de Patrick Poivre d'Arvor, sur une tonalité très politique, en déclarant que Mesrine "a voulu punir un journaliste de Minute, il a voulu jouer aux brigades rouges, punir un ancien flic.
Tillier a toujours affirmé que, blessé, il était sorti seul de la grotte, animé par l'énergie du désespoir. De sonc côté, Jacques Mesrine a adressé au Monde et à Libération une lettre ouverte à Jacques Tillier contestant sa version et complétée par une note détaillant les liens de Tillier avec la police.

### Réactions de la presse
Quelques jours après la tentative de meurtre contre Jacques Tillier par Mesrine, un article dans L'Humanité dénonce les "accointances"  avec Mesrine de Gilles Millet, journaliste à Libération qui s'affichait comme son ami et l'avait interviewé plusieurs fois pour le journal.
Les réactions de la presse internationale sont nombreuses. L'antenne de police de la jeune commissaire Mireille Ballestrazzi, en charge d'une partie de l'affaire est envahie par "une quantité de journalistes du monde entier", formant un "bloc compact" en permanence devant l'entrée. "Toute la France ne parle plus que de" Mesrine, qui constate "avec ivresse que sa renommée dépasse les frontières" mais son image est aussi ternie par la cruauté de son acte.

### Jugement aux assises
Lors du procès aux assises, il est établi que le journaliste de "Minute" venu interviewer Mesrine "faillit bien en mourir" car le truand "ne laissa guère de chances" à sa victime. Jacques Tillier s'en sortira avec une paralysie totale du bras gauche.
Charlie Bauer est lui accusé dans cette affaire Tillier de "complicité de tentative d'assassinat". Mais il est ensuite acquitté. La victime reconnait au procès ne pas être sûre que ce soit lui.

## Dans la culture populaire
- La tentative de meurtre contre Jacques Tillier a inspiré le roman Un sang d'encre, du journaliste Vincent Ejarque, en 2023[27], qui se déroule dans la cave à champignons où elle a eu lieu, avec de fréquentes références à l'affaire et à Jacques Tillier.
- L'Instinct de mort, le plus connu des films sur Jacques Mesrine, réalisé par Jean-François Richet et sorti en 2008, met en scène cette affaire en y associant Charlie Bauer, alors qu'il en a été acquitté par un jury populaire. Ce dernier a contesté le film par un procès, de sa prison, qu'il a perdu, car il n'avait pas capacité d'ester en justice.